# Vaux-la-Petite
Pour les articles homonymes, voir Vaux.
Vaux-la-Petite est une commune associée du département de la Meuse, en région Grand Est.

## Toponymie
Le nom de la localité est attesté sous les formes De Vallibus-Parvis (1402) ; Vaulx-les-Petites (1495-96) ; Vaulx-la-Petite (1579) ; Vaux-le-Petit (1700) ; Vaux-les-Petites, Valles-Minores (1711) ; Valles-Parvæ (1756).

De vaux, pluriel de val. D'abord pluriel de l'oïl vau « vallées , plaines alluviales » ; puis féminin, le singulier est tardif.

## Histoire
Le village est connu sous le nom de Vaux la Petite en 1793 (il est alors inclus dans le canton de Reffroy, district de Commercy), puis Vaux-la-Petite en 1801 (canton de Void, arrondissement de Commercy).
Le 1er janvier 1973, la commune de Vaux-la-Petite est rattachée sous le régime de la fusion-association à celle de Saulx-en-Barrois qui est alors renommée « Saulvaux ».

## Politique et administration
| Période                                  | Période | Identité        | Étiquette | Qualité |
| ---------------------------------------- | ------- | --------------- | --------- | ------- |
| 2008                                     | 2014    | Christophe GUMY |           |         |
| Les données manquantes sont à compléter. |         |                 |           |         |

## Démographie
| 1806 | 1821 | 1831 | 1836 | 1841 | 1846 | 1851 | 1856 | 1861 |
| ---- | ---- | ---- | ---- | ---- | ---- | ---- | ---- | ---- |
| 214  | 219  | 205  | 215  | 212  | 224  | 228  | 198  | 190  |

| 1866 | 1872 | 1876 | 1881 | 1886 | 1891 | 1896 | 1901 | 1906 |
| ---- | ---- | ---- | ---- | ---- | ---- | ---- | ---- | ---- |
| 166  | 139  | 139  | 126  | 123  | 127  | 122  | 115  | 93   |

| 1911 | 1921 | 1926 | 1931 | 1936 | 1946 | 1954 | 1962 | 1968 |
| ---- | ---- | ---- | ---- | ---- | ---- | ---- | ---- | ---- |
| 81   | 71   | 77   | 56   | 44   | 47   | 34   | 29   | 31   |